# Timalus flavicornis
Timalus flavicornis là một loài bướm đêm thuộc phân họ Arctiinae, họ Erebidae.